# IAB-3000
IAB-3000 (ros. ИАБ-3000) – radziecka bomba pozoracyjna. Korpus bomby wypełniony jest 1148 kg paliwa płynnego zmieszanego z rozdrobnionym fosforem i niewielką ilością materiału wybuchowego. Po zadziałaniu zapalnika eksplozja materiału wybuchowego tworzy obłok paliwowo-powietrzny który zapalając się tworzy kulę ognistą imitującą kule ognistą wybuchu jądrowego. Wytwarzany podczas spalania dym tworzy obłok przypominający grzyb atomowy. Bomba IAB-300 przenoszona jest przez samoloty lotnictwa strategicznego.